# Ismail Ahmed
Mohamed Ismail Ahmed Ismail (tiếng Ả Rập: اسماعيل احمد اسماعيل; sinh ngày 7 tháng 7 năm 1983), còn được biết với tên Ismail Ahmed, là một cầu thủ bóng đá người Các Tiểu vương quốc Ả Rập Thống nhất thi đấu tại UAE Pro-League cho Al Ain ở vị trí hậu vệ. Anh là người gốc Maroc, nhưng đã nhập tịch thành công dân UAE. Anh thi đấu 3 trận tại giải AFC Champions League 2010. Tính đến mùa giải 2010 anh mặc áo số 5.
Năm 2008, anh gia nhập đội bóng UAE từ FUS de Rabat.

## Danh hiệu

### Câu lạc bộ
Al Ain
- UAE Pro-League (2): 2011-12, 2012-13
- UAE President's Cup (2): 2009, 2014
- UAE League Cup (1): 2008–09
- UAE Super Cup (2): 2009, 2012

### Quốc tế
UAE
- Cúp bóng đá châu Á hạng ba (1): 2015